# Język sikaiana
Język sikaiana (a. sikayana) – język z grupy polinezyjskiej języków austronezyjskich używany w prowincji Malaita na Wyspach Salomona. Posługują się nim mieszkańcy atolu Sikaiana. Według danych z 1999 roku mówi nim 730 osób.
Według Ethnologue znajduje się na skraju wymarcia. Nie jest używany przez wszystkich członków społeczności. Opisano jego gramatykę i słownictwo.